# Römerberg
Römerberg là một đô thị thuộc thuộc huyện Rhein-Pfalz, bang Rheinland-Pfalz,phía tây nước Đức. Đô thị này có diện tích 27,86 km², dân số thời điểm ngày 31 tháng 12 năm 2006 là 9163 người.
Đô thị này nằm bên sông Rhine, khoảng 5 km về phía tây nam Speyer.
Đô thị Römerberg đã được thành lập thông qua việc hợp nhất các đô thị Berghausen, Heiligenstein và Mechtersheim năm 1969. Thủ phủ nằm ở làng Heiligenstein.

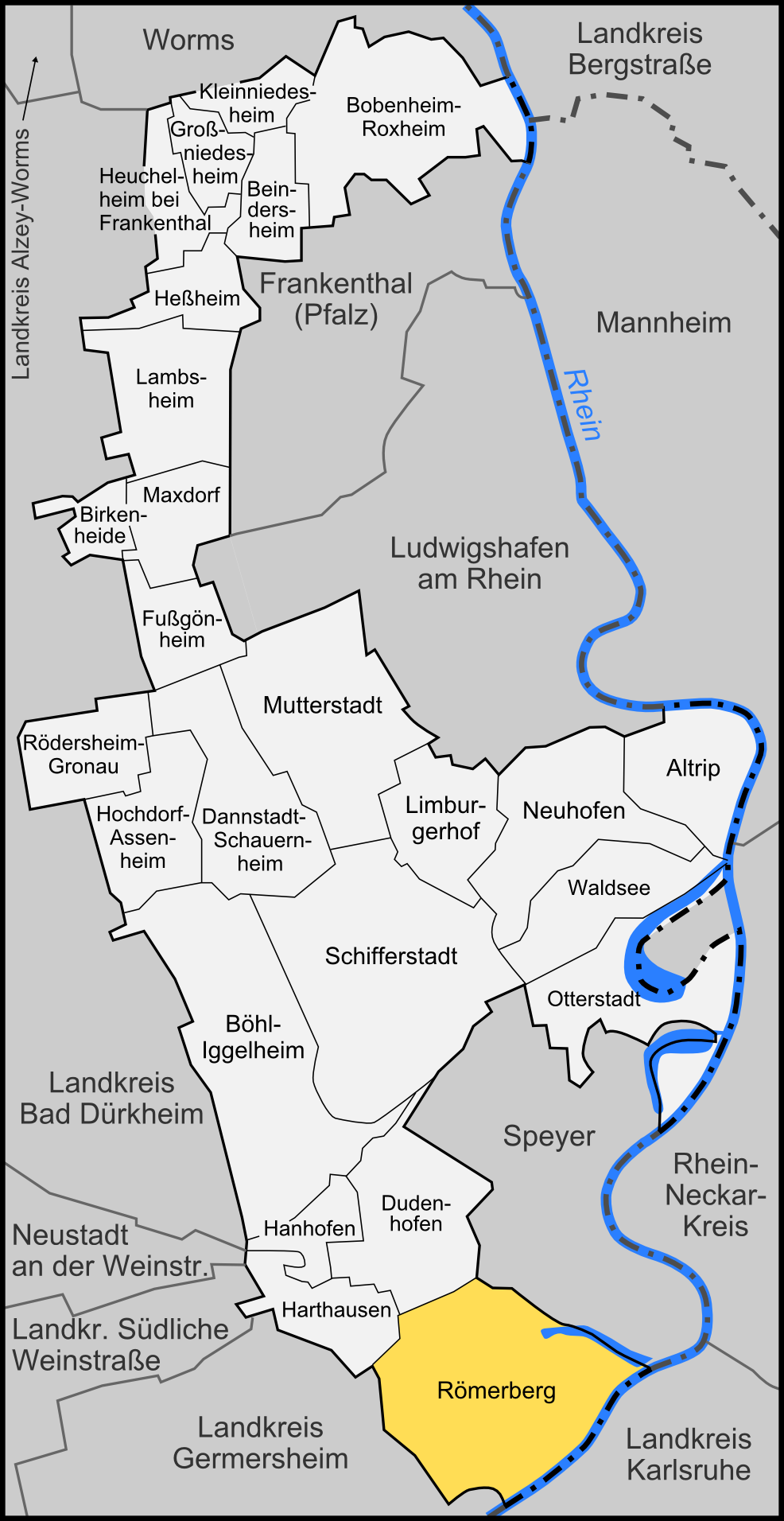